# Glava landskommun
Glava landskommun var en tidigare kommun i Värmlands län.

## Administrativ historik
Kommunen inrättades i Glava socken i Gillbergs härad i Värmland när 1862 års kommunalförordningar trädde i kraft den 1 januari 1863.
Kommunreformen 1952 lämnade landskommunen opåverkad. 
1 januari 1960 överfördes till Glava landskommun och församling från Stavnäs landskommun och församling ett obebott område (fastigheterna Näs 1:9 och 1:11-1:12) omfattande en areal av 2,30 km², varav 1,40 km² land.
Landskommunen uppgick 1971 i Arvika kommun.

### Kyrklig tillhörighet
I kyrkligt hänseende tillhörde kommunen Glava församling.

## Kommunvapnet
Blasonering: I sköld kluven av silver och svart, två mot varandra vända skifferhackor av motsatta tinkturer.
Vapnet skall symbolisera fyndigheter av glimmerskiffer och brytningen av densamma.
Vapnet fastställdes 1960.

## Geografi
Glava landskommun omfattade den 1 januari 1952 en areal av 303,33 km², varav 229,46 km² land.

### Tätorter i kommunen 1960
I Glava kommun fanns tätorten Glava kyrkby, som hade 210 invånare den 1 november 1960. Tätortsgraden i kommunen var då 10,3 procent.

## Politik

### Mandatfördelning i valen 1938-1966
| 14 | 5 | 3 | 3 |

| 24 |

|  | 18 | 5 |  |

| 25 |

| 5 | 13 | 3 | 4 |

| 25 |

|  | 16 | 3 | 5 |

| 24 |

| 18 | 4 | 3 |

| 24 |

| 12 | 5 | 5 | 2 |  |

| 23 |

| 14 | 3 | 5 | 2 |  |

| 22 |

| 13 | 3 | 5 | 2 | 2 |

| 21 | 4 |